# 2003 QM91
2003 QM91 est un transneptunien de magnitude absolue 6,5. 
Son diamètre est estimé à 167 km.